# Gay D'Asaro
Gay Kristine Jacobsen D'Asaro (Modesto, 7 ottobre 1954) è un'ex schermitrice statunitense.

## Biografia
Ha partecipato ai Giochi della XXI Olimpiade di Montréal nel 1976.
È stata sposata con lo schermidore Michael D'Asaro.

## Palmarès
In carriera ha conseguito i seguenti risultati:
- Giochi Panamericani:

Città del Messico 1975: bronzo nel fioretto a squadre.
San Juan 1979: bronzo nel fioretto a squadre.